# Zbory Boże w Hiszpanii
Zbory Boże w Hiszpanii (hiszp. Asambleas de Dios de España) – chrześcijański wolny kościół protestancki o charakterze ewangelikalnym nurtu zielonoświątkowego działający w Hiszpanii, wchodzący w skład Światowej Wspólnoty Zborów Bożych. Zbory Boże rozpoczęły działalność w Hiszpanii w 1963 roku i obecnie liczą ok. 20 tysięcy wiernych zrzeszonych w 225 zborach.
Hiszpania ma obecnie ośmiu misjonarzy służących w Peru, Boliwii, Rumunii i w innych krajach. Kościół wyznaczył sobie cztery główne cele na których się koncentruje wśród lokalnych kościołów: ewangelizacja, zakładanie kościołów, misja i kształcenie duchownych.
Doktrynę Zborów Bożych w Hiszpanii można podsumować następująco: wiara i głoszenie zbawienia przez wiarę w ofiarę Jezusa, konieczność nowego narodzenia, nauczanie i praktykowanie modlitwy za chorych, przekonanie że Bóg nadal czyni dzisiaj cuda, konieczność chrztu w Duchu Świętym dla wszystkich wierzących i manifestacji jego mocy aby dać świadectwo, w celu budowania Kościoła poprzez dary Ducha Świętego, nauczanie Biblii i miłość jako podstawa do wykonywania wiary i służby. Kościół głosi, że Ewangelia jest jedyną prawdziwą nadzieją dla ludzkości i dlatego musi być głoszona wszelkiemu stworzeniu, wszystkim narodom i miastom.